# كيث بارتون
كيث بارتون (بالإنجليزية: Keith Barton)‏ هو لاعب كرة قدم نيوزلندي، ولد في 1951 في ليفربول في المملكة المتحدة، وتوفي في أكتوبر 1995 في أستراليا. شارك مع منتخب نيوزيلندا لكرة القدم. أما مع النوادي، فقد لعب مع Western Suburbs FC ‏.